# Jan-Michael Gambill
Jan-Michael Gambill (Spokane, 3 juni 1977) is een Amerikaans tennisser die sinds 1996 actief is in het professionele tenniscircuit.
Gambill won tot op heden drie ATP-toernooien in het enkelspel en vijf in het dubbelspel. In 2001 en 2002 kwam Gambill met Monica Seles uit voor de Verenigde Staten in de Hopman Cup.In 2001 verloren zij de finale van Zwitserland en in 2002 verloren zij de finale van Spanje. Tegenwoordig speelt Gambill voor de Boston Lobsters in de World TeamTennis.

## Palmares

### Enkelspel
| Nr.              | Datum          | Toernooi         | Ondergrond | Tegenstander in finale | Score               | Details |
| ---------------- | -------------- | ---------------- | ---------- | ---------------------- | ------------------- | ------- |
| Gewonnen finales |                |                  |            |                        |                     |         |
| 1.               | 14 maart 1999  | ATP Scottsdale   | Hardcourt  | Lleyton Hewitt         | 7-6(2), 4-6, 6-4    | Details |
| 2.               | 11 maart 2001  | ATP Delray Beach | Hardcourt  | Xavier Malisse         | 7–5, 6–4            | Details |
| 3.               | 9 maart 2003   | ATP Delray Beach | Hardcourt  | Mardy Fish             | 6–0, 7–6(5)         | Details |
| Verloren finales |                |                  |            |                        |                     |         |
| 1.               | 30 juli 2000   | ATP Los Angeles  | Hardcourt  | Michael Chang          | 7-6(2), 3-6, opgave | Details |
| 2.               | 1 april 2001   | ATP Miami        | Hardcourt  | Andre Agassi           | 6-7(4), 1-6, 0-6    | Details |
| 3.               | 28 juli 2002   | ATP Los Angeles  | Hardcourt  | Andre Agassi           | 2-6, 4-6            | Details |
| 4.               | 5 januari 2003 | ATP Doha         | Hardcourt  | Stefan Koubek          | 4-6, 4-6            | Details |

### Dubbelspel
| Nr.                           | Datum             | Toernooi         | Ondergrond    | Partner         | Tegenstanders in finale           | Score                | Details |
| ----------------------------- | ----------------- | ---------------- | ------------- | --------------- | --------------------------------- | -------------------- | ------- |
| Gewonnen finales heren dubbel |                   |                  |               |                 |                                   |                      |         |
| 1.                            | 13 februari 2000  | ATP San José     | Hardcourt     | Scott Humphries | Lucas Arnold Ker Eric Taino       | 6-1, 6-4             | Details |
| 2.                            | 11 maart 2001     | ATP Delray Beach | Hardcourt     | Andy Roddick    | Thomas Shimada Myles Wakefield    | 6–3, 6–4             | Details |
| 3.                            | 19 mei 2002       | ATP Hamburg      | Gravel        | Mahesh Bhupathi | Jonas Björkman Todd Woodbridge    | 6-2, 6-4             | Details |
| 4.                            | 29 september 2002 | ATP Hongkong     | Hardcourt     | Graydon Oliver  | Wayne Arthurs Andrew Kratzmann    | 6–7(2), 6–4, 7–6(4)  | Details |
| 5.                            | 2 augustus 2003   | ATP Los Angeles  | Hardcourt     | Travis Parrott  | Joshua Eagle Sjeng Schalken       | 6–4, 3–6, 7–5        | Details |
| Verloren finales heren dubbel |                   |                  |               |                 |                                   |                      |         |
| 1.                            | 28. März 1999     | ATP Miami        | Hardcourt     | Boris Becker    | Wayne Black Sandon Stolle         | 1-6, 1-6             | Details |
| 2.                            | 29 augustus 1999  | ATP Long Island  | Hardcourt     | Scott Humphries | Olivier Delaître Fabrice Santoro  | 5-7, 4-6             | Details |
| 3.                            | 14 november 1999  | ATP Stockholm    | Hardcourt (i) | Scott Humphries | Piet Norval Kevin Ullyett         | 5-7, 3-6             | Details |
| 4.                            | 27 februari 2000  | ATP London       | Hardcourt (i) | Scott Humphries | David Adams John-Laffnie de Jager | 3-6, 7-6(7), 6-7(11) | Details |
| 5.                            | 30 juli 2000      | ATP Los Angeles  | Hardcourt     | Scott Humphries | Paul Kilderry Sandon Stolle       | Walk over            | Details |
| 6.                            | 27 augustus 2000  | ATP Long Island  | Hardcourt     | Scott Humphries | Jonathan Stark Kevin Ullyett      | 4-6, 4-6             | Details |
| 7.                            | 4 maart 2001      | ATP San José     | Hardcourt (i) | Jonathan Stark  | Mark Knowles Brian MacPhie        | 3-6, 6-7(4)          | Details |
| 8.                            | 29 juli 2001      | ATP Los Angeles  | Hardcourt     | Andy Roddick    | Bob Bryan Mike Bryan              | 5-7, 6-7(6)          | Details |
| 9.                            | 28 april 2002     | ATP Houston      | Gravel        | Graydon Oliver  | Mardy Fish Andy Roddick           | 4-6, 4-6             | Details |
| 10.                           | 6 oktober 2002    | ATP Tokio        | Hardcourt     | Graydon Oliver  | Jeff Coetzee Chris Haggard        | 6-7(4), 4-6          | Details |
| 11.                           | 27 april 2003     | ATP Houston      | Gravel        | Graydon Oliver  | Mark Knowles Daniel Nestor        | 4-6, 3-6             | Details |

## Prestatietabel
| Legenda | Legenda                          |
| ------- | -------------------------------- |
| g.t.    | geen toernooi gehouden           |
| l.c.    | lagere categorie                 |
| –       | niet deelgenomen                 |
| G       | uitgeschakeld in de groepsfase   |
| 1R      | uitgeschakeld in de eerste ronde |
| 2R      | uitgeschakeld in de tweede ronde |
| 3R      | uitgeschakeld in de derde ronde  |
| 4R      | uitgeschakeld in de vierde ronde |
| KF      | uitgeschakeld in de kwartfinale  |
| HF      | uitgeschakeld in de halve finale |
| F       | de finale verloren               |
| W       | het toernooi gewonnen            |
| w-v     | winst/verlies-balans             |

### Prestatietabel grand slam, enkelspel
| Grandslamtoernooien   |        |        |        |       |        |        |        |       |        |         |
| Australian Open       | –      | 1R     | 1R     | 1R    | 1R     | 1R     | 2R     | 2R    | 1R     | 2-8     |
| Roland Garros         | –      | 2R     | 1R     | 2R    | 1R     | 1R     | 1R     | 1R    | –      | 2-7     |
| Wimbledon             | –      | 2R     | 2R     | KF    | 1R     | 2R     | 2R     | 3R    | –      | 10-7    |
| US Open               | 1R     | 3R     | 2R     | 3R    | 2R     | 4R     | 2R     | 2R    | 1R     | 11-9    |
| Winst-verlies         | 0-1    | 4-4    | 2-4    | 7-4   | 1-4    | 4-4    | 3-4    | 4-4   | 0-2    | 25-31   |
| Tennis Masters Cup    |        |        |        |       |        |        |        |       |        |         |
| ATP World Tour Finals | –      | –      | –      | –     | –      | –      | –      | –     | –      | 0-0     |
| ATP Masters 1000      |        |        |        |       |        |        |        |       |        |         |
| Indian Wells          | –      | HF     | 2R     | 1R    | KF     | 3R     | 1R     | 2R    | 1R     | 11-8    |
| Miami                 | –      | 1R     | 2R     | KF    | F      | 3R     | 2R     | 1R    | –      | 12-7    |
| Monte Carlo           | –      | –      | –      | –     | –      | 1R     | –      | –     | –      | 0-1     |
| Rome                  | –      | –      | 1R     | –     | 1R     | –      | 1R     | –     | –      | 0-3     |
| Hamburg               | –      | –      | 2R     | 2R    | 3R     | 1R     | 1R     | –     | –      | 4-5     |
| Montréal/Toronto      | –      | 2R     | 2R     | –     | 3R     | –      | 1R     | –     | –      | 4-4     |
| Cincinnati            | –      | 3R     | 2R     | –     | KF     | 2R     | 1R     | 1R    | –      | 7-6     |
| Stuttgart/Madrid      | –      | KF     | –      | 1R    | 1R     | 2R     | 3R     | –     | –      | 6-5     |
| Parijs                | –      | –      | –      | 3R    | –      | 1R     | –      | –     | –      | 2-2     |
| Olympische Spelen     |        |        |        |       |        |        |        |       |        |         |
| Olympische Spelen     | n.v.t. | n.v.t. | n.v.t. | –     | n.v.t. | n.v.t. | n.v.t. | –     | n.v.t. | 0-0     |
| Statistieken          |        |        |        |       |        |        |        |       |        |         |
| Totaal aantal titels  | 0      | 0      | 1      | 0     | 1      | 0      | 1      | 0     | 0      | 3       |
| Totaal winst-verlies  | 3-5    | 31-24  | 25-25  | 33-27 | 35-25  | 28-26  | 22-25  | 18-25 | 5-10   | 201-196 |
| Eindejaarsranking     | 186    | 38     | 58     | 33    | 21     | 42     | 51     | 95    | 191    |         |

### Prestatietabel grand slam, dubbelspel
| Toernooi        | 1999 | 2000 | 2001 | 2002 | 2003 | 2004 | 2005 |
| --------------- | ---- | ---- | ---- | ---- | ---- | ---- | ---- |
| Australian Open | –    | 3R   | 2R   | 1R   | 1R   | 1R   | 1R   |
| Roland Garros   | –    | 1R   | 1R   | 2R   | 1R   | 1R   | –    |
| Wimbledon       | –    | 1R   | 1R   | 2R   | 1R   | 1R   | –    |
| US Open         | 2R   | 2R   | –    | 1R   | 1R   | –    | –    |